# 길드퍼드구

길드퍼드구의 위치

길드퍼드구(영어: Borough of Guildford)는 잉글랜드 서리주에 위치한 비도시 자치구로 중심 도시는 길드퍼드이며 인구는 142,958명(2014년 기준), 면적은 270.9km2이다.